# Rajaa al-Sanea
Rajaa al-Sanea ( رجاء بنت عبد الله الصانع ; nascida em 1981, em 11 de setembro ) é uma escritora saudita que se tornou famosa pelo seu romance Garotas de Riyadh ( بنات الرياض Banāt al-Riyāḍ ). O livro foi publicado pela primeira vez no Líbano em 2005 e foi traduzido para o inglês em 2007. Al-Sanea cresceu em Riade, na Arábia Saudita, filha de uma família de médicos. Desde 2014, ela é atualmente professora assistente na Universidade de Illinois em Chicago.

## Educação
Ela terminou sua graduação em odontologia pela King Saud University em 2005. Ela continuou seus estudos nos Estados Unidos com o apoio do programa de bolsas King Abdullah. Em 2008, Al-Sanea recebeu seu mestrado em ciências orais pela Universidade de Illinois no Chicago College of Dentistry .

## Carreira
Al-Sanea ganhou destaque em 2005 com a publicação de seu romance de estreia , Girls of Riyadh . A história segue a vida amorosa de quatro jovens mulheres, Gamrah, Lamees, Sadeem e Michelle - que é meio saudita e meio americana - por meio de uma série de e-mails escritos por um narrador não identificado. Após a publicação, o romance foi imediatamente banido da Arábia Saudita, pois a representação de infidelidade, relações pré-matrimoniais e homossexualidade foi vista como material inflamatório.
Durante a polêmica, Al-Sanea, que estava em Chicago na época, afirmou ter recebido mais de 1.000 e-mails por dia, alguns contendo sérias ameaças contra sua vida. Ela também mencionou a perda de amigos devido ao conteúdo do livro, além de ter sua bolsa de estudos nos Estados Unidos ter sido ameaçada.
Embora o romance tenha recebido reação do governo saudita, Girls of Riyadh atraiu a atenção da mídia de massa, com muitos elogiando a autora por adotar uma abordagem ousada e sem censura na representação das quatro jovens mulheres. Girls of Riyadh foi traduzido do árabe para o inglês em 2007 por Marilyn Booth . No entanto, em uma carta ao Times Literary Supplement em setembro de 2007, ela afirmou que o autor Al-Sanea e os editores Penguin haviam interferido em sua tradução inicial, resultando em uma versão final "inferior e infeliz". Booth também escreveu sobre esse incidente em um artigo acadêmico intitulado "Translator v. author" publicado em uma edição de 2008 da Translation Studies .
Apesar da popularidade de seu romance de estreia , Al-Sanea não se voltou para a carreira de escritora em tempo integral. Ela voltou para a Arábia Saudita, atuando como endodontista consultora e pesquisadora no programa de terapia com células-tronco no King Faisal Specialist Hospital and Research Center em Riad. Em entrevista ao The National News, a autora disse: "Odontologia é meu trabalho e escrever sempre será minha paixão".

## Prêmios
- Girls of Riyadh foi listado para o Dublin Literary Award em 2009.
- A Arabian Business divulgou uma lista dos árabes mais fortes e influentes com menos de 40 anos e Rajaa Al-Sanea ficou em 37º lugar. Esta lista teve como objetivo lançar mais luz sobre o influente grupo de jovens. Eles expressaram que os nomes desta lista terão um grande impacto em suas sociedades não apenas agora, mas também no futuro. As pessoas nesta lista não são apenas influentes dentro de seus próprios países, mas também internacionalmente - algo que a Arabian Business enfatiza.[8]

## Ação judicial
Em 2006, dois cidadãos sauditas processaram o Ministério da Informação, pedindo que a permissão que haviam concedido para a publicação de Girls of Riyadh fosse retirada, e solicitando ainda que a importação e distribuição do livro fossem proibidas e que al-Sanea fosse punido por escrever isto. O processo alegou que o livro encorajou a imoralidade e interpretou mal os versículos do Alcorão que são citados no livro. A ação foi rejeitada pelo Tribunal de Agravos.